# Desloge
Desloge és una població dels Estats Units a l'estat de Missouri. Segons el cens del July 2008 tenia 5.190 habitants.

## Demografia
Segons el cens del 2000, Desloge tenia 4.802 habitants, 1.963 habitatges, i 1.336 famílies. La densitat de població era de 699,6 habitants per km².
Dels 1.963 habitatges en un 33,7% hi vivien nens de menys de 18 anys, en un 49,3% hi vivien parelles casades, en un 15% dones solteres, i en un 31,9% no eren unitats familiars. En el 27,3% dels habitatges hi vivien persones soles el 13,3% de les quals corresponia a persones de 65 anys o més que vivien soles. El nombre mitjà de persones vivint en cada habitatge era de 2,4 i el nombre mitjà de persones que vivien en cada família era de 2,9.
Per edats la població es repartia de la següent manera: un 25,3% tenia menys de 18 anys, un 10,8% entre 18 i 24, un 28,3% entre 25 i 44, un 19,7% de 45 a 60 i un 16% 65 anys o més.
L'edat mediana era de 35 anys. Per cada 100 dones de 18 o més anys hi havia 78,9 homes.
La renda mediana per habitatge era de 31.956 $ i la renda mediana per família de 40.035 $. Els homes tenien una renda mediana de 35.451 $ mentre que les dones 19.599 $. La renda per capita de la població era de 16.235 $. Entorn del 6,2% de les famílies i el 10,2% de la població estaven per davall del llindar de pobresa.

## Poblacions més properes
El següent diagrama mostra les poblacions més properes.